# Vietelmis kovaci
Vietelmis kovaci is een keversoort uit de familie beekkevers (Elmidae). De wetenschappelijke naam van de soort werd in 2000 gepubliceerd door Kodada & Ciampor.